# Sam H. Hill
Samuel Houston Hill (20 de noviembre de 1898 - 14 de marzo de 1978) fue un entrenador de fútbol americano y baloncesto estadounidense.

## Primeros años
Hill nació en Ludlow, Illinois. Era el menor de seis hijos nacidos de Harriet y William Hill.

## Carrera como entrenador

### Wichita State
Hill fue el decimocuarto entrenador principal de fútbol americano en Fairmont College y en la Universidad de Wichita (ahora Universidad Estatal de Wichita), ubicada en Wichita, Kansas. Ocupó ese cargo durante cuatro temporadas, desde 1923 hasta 1924 y nuevamente desde 1928 hasta 1929, logrando un récord de 14-4-5. Esto lo ubica en el noveno lugar en términos de victorias totales en la Universidad Estatal de Wichita y en el decimocuarto lugar en términos de porcentaje de victorias. Fairmount College se convirtió en la Universidad Municipal de Wichita en 1926.

### Wesleyan
Hill también se desempeñó como entrenador principal de fútbol americano en la Universidad Wesleyan desde 1925 hasta 1926, logrando un récord de 5-10.

## Vida posterior y muerte
Más tarde, Hill fue director de relaciones laborales de la división de camiones de General Motors. Se mudó de Royal Oak, Michigan, para retirarse en Clearwater, Florida, donde vivió durante 12 años antes de fallecer el 14 de marzo de 1978.

## Récord de entrenador en jefe

### Fútbol
| Año                                                                              | Equipo             | En general | Conferencia | De pie | Tazón / playoffs |
| -------------------------------------------------------------------------------- | ------------------ | ---------- | ----------- | ------ | ---------------- |
| Fairmount Wheatshockers ( Conferencia atlética colegiada de Kansas ) (1923-1924) |                    |            |             |        |                  |
| 1923                                                                             | Fairmount          | 2–4–2      | 2–2–2       | T–8    |                  |
| 1924                                                                             | Fairmount          | 6–2–1      | 5–2–1       | 4.º    |                  |
| Metodistas wesleyanos (independientes) (1925-1926)                               |                    |            |             |        |                  |
| 1925                                                                             | Wesleyano          | 2–5        |             |        |                  |
| 1926                                                                             | Wesleyano          | 3–5        |             |        |                  |
| Wesleyano:                                                                       | Wesleyano:         | 5–10       |             |        |                  |
| Rollins Tars (Independiente) (1927)                                              |                    |            |             |        |                  |
| 1927                                                                             | Rollins            | 1–5        |             |        |                  |
| Rollins:                                                                         | Rollins:           | 1–5        |             |        |                  |
| Wichita Shockers ( Conferencia intercolegial central ) (1928-1929)               |                    |            |             |        |                  |
| 1928                                                                             | Wichita            | 3–5        | 2–4         | 5.º    |                  |
| 1929                                                                             | Wichita            | 3–3–2      | 2–2–2       | T-3.º  |                  |
| Fairmount/Wichita:                                                               | Fairmount/Wichita: | 14–14–5    | 11–10–5     |        |                  |
| Total:                                                                           | Total:             | 20–29–5    |             |        |                  |